# Burg Montgilbert
Die Burg Montgilbert ist die Ruine einer mittelalterlichen Höhenburganlage, die sich in der Gemeinde Ferrières-sur-Sichon befindet, ungefähr 25 Kilometer südöstlich von Vichy im französischen Département Allier.

## Architektur
Die im 13. Jahrhundert erbaute Burg Montgilbert befindet sich auf dem Gipfel eines felsigen Hügels an einer der Krümmungen des Vareille, eines kleinen Nebenflusses des Sichon.
Eine äußere Ringmauer, die dem Gelände angepasst ist, verstärkt den Schutz nach Westen und Süden, den Seiten mit dem schwächsten Abhang. Die Burg besaß Schießscharten und Rundtürme und begrenzt den Hof der Vorburg. Die Ringmauer wurde im 15. Jahrhundert umgebaut, um sie der neuen Waffentechnik anzupassen. Geschützstände für Kanonen und ein Bollwerk mit dicken Mauern verschlossen das gefährdete, ursprüngliche Eingangstor.
Die innere, höher gelegene Ringmauer mit viereckigem Grundriss ist durch runde Ecktürme begrenzt, in denen noch Gewölbe erhalten sind. Früher besaß die Mauer einen Wehrgang. Ein Tor mit Fallgatter, flankiert von zwei Rundtürmen, bildet den Zugang zum Innenhof der Kernburg. Neben dem herrschaftlichen Wohn- und Repräsentationsbereich befanden sich dort Wirtschaftsräume (unter anderem die Küche mit ihrem großen Kamin) sowie ein Getreidespeicher und die Zisterne für Trinkwasser. Unter dem Herrenhaus mit seiner Zugangstreppe sind noch die Kellerräume erhalten. Den Gebäuden der Kernburg war eine überdachte Galerie vorgelagert.
Seit dem 15. Jahrhundert wurden die Bauten der Hauptburg komfortabler gestaltet: Fenster wurden ausgebrochen und eine Zugangsrampe zum Ausfalltor gebaut. Die Burg wurde später sich selbst überlassen, die Aufenthaltsräume aufgegeben und die Fenster vermauert.

## Geschichte
Die Burg wurde um 1259 zur Zeit von Ludwigs IX. von der Familie Saint-Gérand an der Grenze zwischen der Auvergne und den Regionen Forez und Bourbonnais erbaut. Um 1280 erwarb die Familie Aycelin die Anlage. Ihre Mitglieder waren reiche Bürger aus der Auvergne, die später geadelt wurden. Durch Heirat gelangte die Burg in den Besitz der Familie de Vienne.
Während des Hundertjährigen Kriegs beschlagnahmte der spanische Söldner Rodrigue de Villandrando, der für den Herzog von Bourbon kämpfte, die Burg und hielt sie in der Zeit von 1434 bis 1439 besetzt. In diesen Jahren wurden die Befestigungen der Anlage der modernen Waffentechnik angepasst.
Zur Zeit der Renaissance verlor die Burg ihre Bedeutung als Wohnsitz ihrer Eigentümerin, der Familie de Saulx-Tavannes. Nach den Religionskriegen gehört das Bourbonnais endgültig zum französischen Königreich. Während der Zeit Ludwigs XIV. wohnten die Besitzer am Hof in Paris. Einige Teile der Burg wurden verlassen, und ihr Verfall begann.
Um 1770 kam der letzte Erbe, Jean Baptiste Bravard d’Eyssat Duprat, mit seiner Mutter nach Montgilbert zurück. Diese ließ, um den Sohn zum Verlassen der Burg zwingen, statisch wichtige Verbindungen im Gebälk entfernen. Während der Französischen Revolution verfielen die Bauten endgültig. Im Jahr 1793 gingen sie in Staatsbesitz über und wurden verkauft.
Im 19. Jahrhundert verwandten die Bauern der Umgegend die Burg als Steinbruch, was den Verfall beschleunigte. 1973 gründete sich eine Vereinigung zur Erhaltung und Renovierung der Ruine.